# Oreocharis aurea
Oreocharis aurea là một loài thực vật có hoa trong họ Tai voi. Loài này được Dunn mô tả khoa học đầu tiên năm 1908.